# 三雲站

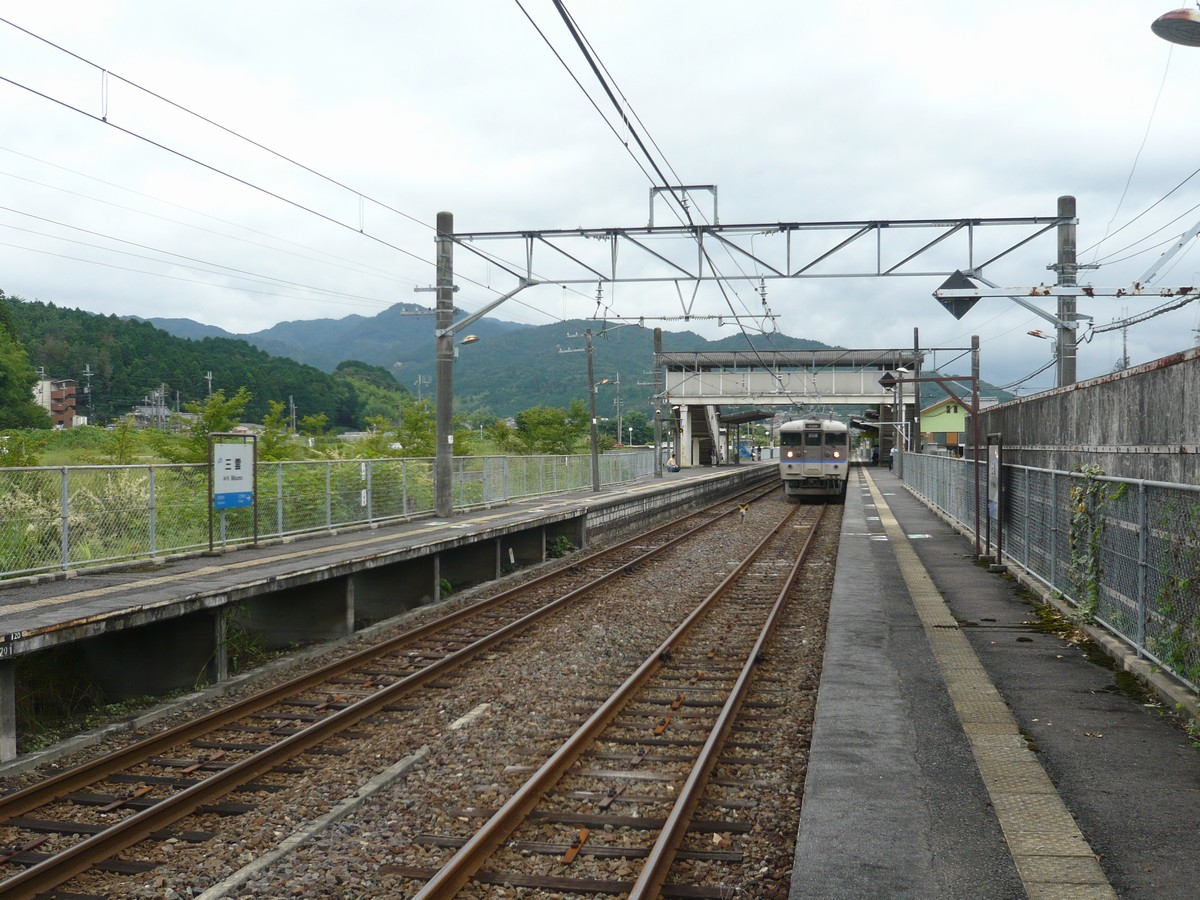
月台

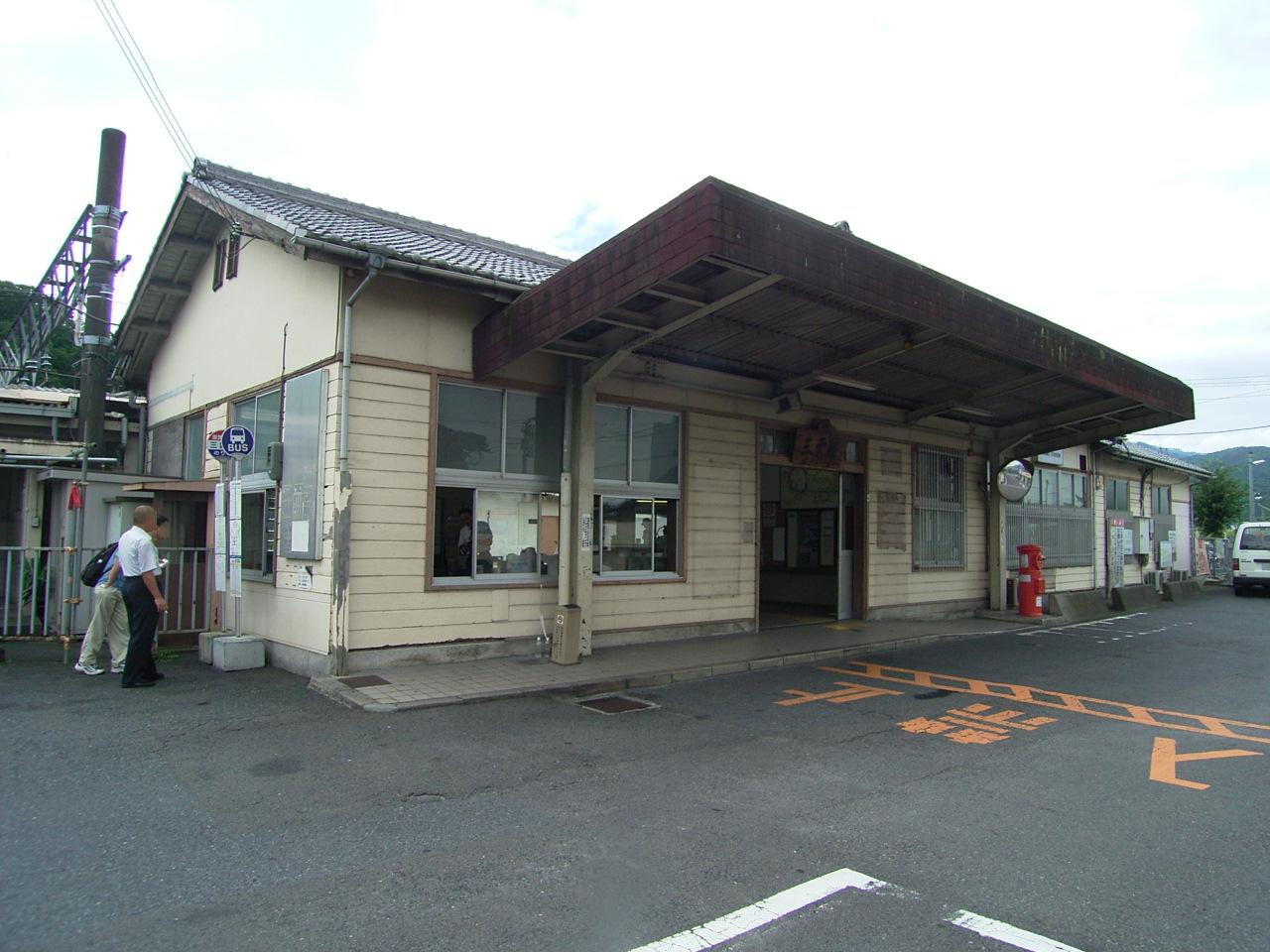
舊車站大樓

三雲站（日语：／ Mikumo eki */?）是位於滋賀縣湖南市三雲荒川，西日本旅客鐵道（JR西日本）草津線的車站。

## 歷史
- 1889年（明治22年）12月15日 - 關西鐵道創業路線三雲站至草津站之間開通，此站啟用。
- 1890年（明治23年）2月19日 - 關西鐵道向柘植站延伸，成為中途站。
- 1907年（明治40年）10月1日 - 關西鐵道國有化（日语：鉄道国有法），成為帝國鐵道廳車站。
- 1909年（明治42年）10月12日 - 制定路線名稱，成為草津線車站。
- 1987年（昭和62年）4月1日 - 伴隨國鐵分割民營化，車站由西日本旅客鐵道（JR西日本）營運。
- 2003年（平成15年）11月1日 - 此站開始可以使用IC卡「ICOCA」。
- 2017年（平成29年）4月8日 - 跨站式站房和南北閘外通道啟用。

## 車站構造
車站是一座地面車站，設有2面2線的相對式月台。現時的車站大樓已經是第3代，在2017年（平成29年）建成。兩月台各可容納8卡編成列車，在跨站式站房建成時，同時把月台部分高度提高，使部分月台中間部分設有斜道。
此站設有3座簡易式自動閘機，也設有輕觸式自動售票機，該售票機不可使用高額紙幣。廁所位於檢票外邊。
站前廣場比較狹窄，在早上和黃昏會有許多接送用的私家車和社區巴士（由鄰接湖南市的甲賀市行走）駛入站前而造成混亂。因此隨著車站南邊建設臨時迴旋路，在2016年3月起禁止一般車輛駛入。後來隨著建設跨站式站房，巴士站由北出口遷移至南出口的臨時迴旋路。
曾經此站設有行走於此站與近江八幡站以及三重縣的龜山站的JR巴士，該路線2005年前全部均取消，同時轉換為社區巴士。
此站是由草津站管理的業務委託車站，委托JR西日本交通服務負責車站業務。此站設有綠色窗口。此站可使用ICOCA乘車（與其互相使用的IC卡）。
草津方向月台南側設有引込線，該處停泊了維護車輛。
現時作為湖南市東邊的城市基礎設施發展之一環，車站周邊進行重建工程，最後使車站南北各設有站前廣場。

### 月台
| 月台 | 路線   | 上下行 | 方向             |
| ---- | ------ | ------ | ---------------- |
| 1    | 草津線 | 上行   | 貴生川、柘植方向 |
| 2    | 草津線 | 下行   | 草津、京都方向   |

## 使用狀況
以下為近年一日平均乘車人次列表：
| 年度   | 一日平均 乘車人次 | 參考資料 |
| ------ | ----------------- | -------- |
| 1992年 | 2,279             | [ 1 ]    |
| 1993年 | 2,289             | [ 2 ]    |
| 1994年 | 2,241             | [ 3 ]    |
| 1995年 | 2,222             | [ 4 ]    |
| 1996年 | 2,301             | [ 5 ]    |
| 1997年 | 2,286             | [ 6 ]    |
| 1998年 | 2,248             | [ 7 ]    |
| 1999年 | 2,085             | [ 8 ]    |
| 2000年 | 2,017             | [ 9 ]    |
| 2001年 | 1,952             | [ 10 ]   |
| 2002年 | 1,860             | [ 11 ]   |
| 2003年 | 1,806             | [ 12 ]   |
| 2004年 | 1,802             | [ 13 ]   |
| 2005年 | 1,799             | [ 14 ]   |
| 2006年 | 1,839             | [ 15 ]   |
| 2007年 | 1,871             | [ 16 ]   |
| 2008年 | 1,898             | [ 17 ]   |
| 2009年 | 1,832             | [ 18 ]   |
| 2010年 | 1,885             | [ 19 ]   |
| 2011年 | 1,920             | [ 20 ]   |
| 2012年 | 1,929             | [ 21 ]   |
| 2013年 | 1,945             | [ 22 ]   |
| 2014年 | 1,922             | [ 23 ]   |
| 2015年 | 1,932             | [ 24 ]   |
| 2016年 | 1.964             | [ 25 ]   |
| 2017年 | 1,982             | [ 26 ]   |
| 2018年 | 1,987             | [ 27 ]   |
| 2019年 | 1,957             | [ 28 ]   |

## 車站周邊
車站周邊設有較多住宅。在國道1號上設有較多商業設施。另外，附近設有由市管理的單車停泊處（免費使用）。車站北邊設有投幣式停車場。
- 甲西三雲郵局
- 滋賀縣道13號彥根八日市甲西線（日语：滋賀県道13号彦根八日市甲西線）
- 天保義民之丘（近江天保一撥（日语：近江天保一揆））
- 凱恩斯購物中心甲賀店
- 滋賀銀行（日语：滋賀銀行）
- 天壇三雲店
- Sato三雲店
- 平和堂甲西店
- 東陶滋賀工場
- 王將三雲店
- 三雲酒店
- 湖南工業團地
- 市立三雲東小學
- 公立三雲保育園
- 三雲城鎮發展中心
- 妙感寺

## 巴士路線
| 乘車處 | 乘車處                           | 系統                                 | 主要途經                         | 目的地          | 巴士公司       | 備註            |
| ------ | -------------------------------- | ------------------------------------ | -------------------------------- | --------------- | -------------- | --------------- |
| 三雲站 |                                  | 下田線（三雲站路線）                 | 濁池、下田口、龍王大發、下田小學 | 三雲站          | 湖南市社區巴士 | 在下午1時前服務 |
| 三雲站 | 濁池、下田小學、龍王大發、下田口 | 下田線（三雲站路線）                 | 三雲站                           | 在下午1時起服務 | 湖南市社區巴士 |                 |
| 三雲站 | 濁池、下田小學、善水寺           | 下田線（三雲站路線）                 | 夏美新田                         | 平日1班         | 湖南市社區巴士 |                 |
| 三雲站 | 濁池、下田小學、善水寺           | 下田線（三雲站路線）                 | 石部站                           | 平日1班         | 湖南市社區巴士 |                 |
| 三雲站 | 甲西南線（妙感寺路線）           | 三雲丘、妙感寺、小學前、甲西站北出口 | 市政廳東廳舍                     | 湖南市社區巴士  |                |                 |
| 三雲站 |                                  | 三雲、廣野台路線                     | 廣野台中央、廣野台南             | 甲賀市社區巴士  |                |                 |
| 三雲站 | 三雲站、市政廳路線               | Piago、名坂日電前、綾野、甲賀醫院    | 市政廳水口廳舍                   | 甲賀市社區巴士  | 日間運行       |                 |
| 三雲站 | 三雲站、市政廳路線               | 東泉、名坂日電前、綾野、甲賀醫院     | 市政廳水口廳舍                   | 甲賀市社區巴士  | 早上和黃昏運行 |                 |
| 三雲站 | 三雲站、市政廳路線               | 東泉、名坂日電前、綾野、水口站       | 水口東高校                       | 甲賀市社區巴士  | 平日早上1班    |                 |
| 三雲站 | 三雲站、市政廳路線               | 東泉、名坂日電前、中央公民館西、北脇 | 三雲站                           | 甲賀市社區巴士  | 早上和黃昏運行 |                 |
| 三雲站 | 三雲站、市政廳路線               | 名坂日電前、東泉                     | 三雲站                           | 甲賀市社區巴士  | 早上1班        |                 |
| 三雲站 | 柏木巡回路線                     | 泉、北脇、中央公民館西、甲賀醫院     | 市政廳水口廳舍                   | 甲賀市社區巴士  |                |                 |
| 三雲站 | 柏木巡回路線                     | 泉、北脇、中央公民館西、東泉         | 三雲站                           | 甲賀市社區巴士  |                |                 |

## 相鄰車站
西日本旅客鐵道
 草津線
貴生川－三雲－甲西

## 注腳
1. ↑  平成4年滋賀県統計書[]（日語）
2. ↑  平成5年滋賀県統計書PDF（日語）
3. ↑  平成6年滋賀県統計書PDF（日語）
4. ↑  平成7年滋賀県統計書PDF（日語）
5. ↑  平成8年滋賀県統計書PDF（日語）
6. ↑  平成9年滋賀県統計書[]（日語）
7. ↑  平成10年滋賀県統計書PDF（日語）
8. ↑  平成11年滋賀県統計書PDF（日語）
9. ↑  平成12年滋賀県統計書PDF（日語）
10. ↑  平成13年滋賀県統計書PDF（日語）
11. ↑  平成14年滋賀県統計書PDF（日語）
12. ↑  平成15年滋賀県統計書PDF（日語）
13. ↑  平成16年滋賀県統計書PDF（日語）
14. ↑  平成17年滋賀県統計書PDF（日語）
15. ↑  平成18年滋賀県統計書PDF（日語）
16. ↑  平成19年滋賀県統計書PDF（日語）
17. ↑  平成20年滋賀県統計書PDF（日語）
18. ↑  平成21年滋賀県統計書PDF（日語）
19. ↑  平成22年滋賀県統計書PDF（日語）
20. ↑  平成23年滋賀県統計書PDF（日語）
21. ↑  平成24年滋賀県統計書PDF（日語）
22. ↑  平成25年滋賀県統計書PDF（日語）
23. ↑  平成26年滋賀県統計書PDF（日語）
24. ↑  平成27年滋賀県統計書PDF（日語）
25. ↑  平成28年滋賀県統計書PDF（日語）
26. ↑  平成29年滋賀県統計書PDF（日語）
27. ↑  平成30年滋賀県統計書PDF（日語）
28. ↑  令和元年滋賀県統計書PDF（日語）

## 外部連結
- 三雲｜車站資訊：JR出門網 - 西日本旅客鐵道（日語）